# Mikołaj Grekowski
Mikołaj Grekowski (ur. 12 grudnia 1806 w Białymstoku, zm. 29 maja 1885 w Łomży) – polski artysta baletu; od 1822 roku tancerz Teatru Narodowego na placu Krasińskich, pierwszy tancerz od 1826 roku. W latach 1831–1833 związany z baletem Opery Paryskiej. W latach 1834–1838 i 1843-1846 pierwszy tancerz Warszawskich Teatrów Rządowych (w tym Teatru Wielkiego). Od 1837 mąż wybitnej austriackiej tancerki Helene Schlanzowsky. W latach 1838–1842 przebywał z żoną w Wiedniu i Neapolu. Także do 1862 roku pedagog wyższych klas szkoły baletowej Teatru Wielkiego.

## Pochodzenie

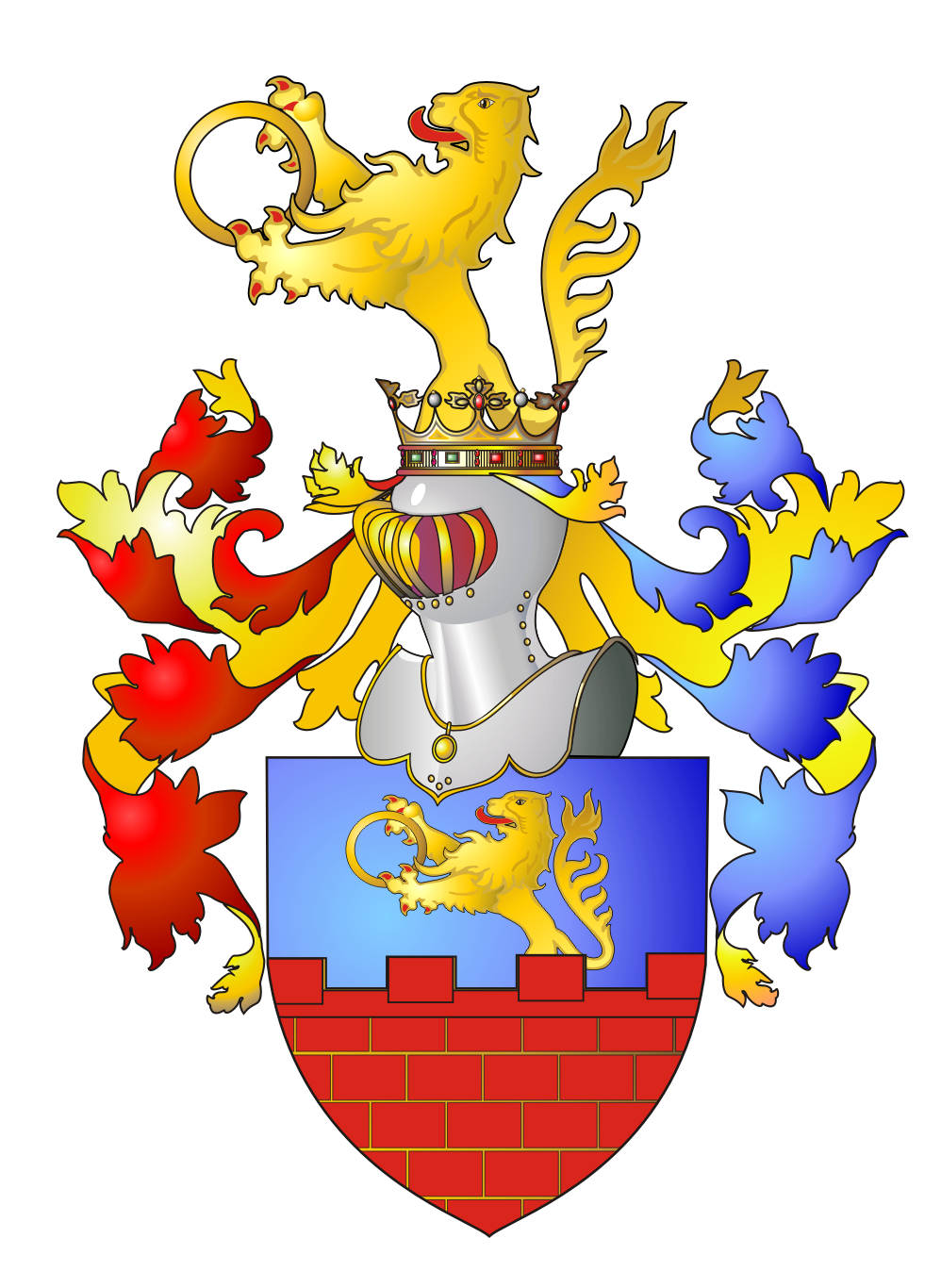
Prawdzic, herb rodziny Grekowskich

Wywodził się ze szlacheckiego rodu Greków herbu Prawdzic, którego potomkowie w pokoleniu jego ojca nosili już zmienione nazwisko Grekowscy.
Urodził się jako Tomasz Stefan Mikołaj, 12 grudnia 1806 roku w Białymstoku (wówczas w Królestwie Prus), syn leśniczego Józefa Grekowskiego i Kornelii z Jarockich. Wbrew pojawiającym się często informacjom, jakoby nazywał się naprawdę Grekow, ani on, ani jego ojciec i rodzeństwo nigdy nie używali takiego nazwiska, a ich przodkowie wywodzili się z Greków, a nie Grekowów. Mikołaj miał dwóch braci: Aleksandra, sędziego trybunału w Łomży oraz Adama, obrońcę sądowego w Szczuczynie i uczestnika powstania listopadowego. Zgodnie z obowiązującymi w zaborze rosyjskim przepisami, aby potwierdzić swoje szlachectwo wylegitymował je w 1862 przed urzędem Heroldii Królestwa Polskiego.
Nie wiadomo dokładnie kiedy rodzina Grekowskich przeniosła się do Warszawy, ale 12-letni Mikołaj już od 1818 uczęszczał do szkoły tańca Teatru Narodowego na placu Krasińskich, świeżo wówczas utworzonej przez sprowadzonego z Paryża baletmistrza Louisa Thiérry’ego. Był jednym z pierwszych wychowanków tej szkoły, w której poza Thiérrym uczyli go również inni francuscy tancerze-pedagodzy: Henri Debray i Maurice Pion, a w pierwszych latach pracy także przebywający okresowo w Warszawie Antoine Titus i André Isidore Carey.   

## Młodość
Zadebiutował jako 14-latek, dokładnie 21 lutego 1821 roku, w tańcach Thiérry’ego włączonych do premierowego przedstawienia opery Westalka Spontiniego. Jeszcze jako o uczniu pisano o nim w 1822, że „spomiędzy tych szczególny postęp okazał Pan Grekowski, i w tańcu i grze aktorskiej”. W tym samym roku rozpoczął pracę zawodowego tancerza w Teatrze Narodowym, a już 14 marca 1823 roku uczestniczył w prapremierze baletu narodowego Wesele krakowskie w Ojcowie Thiérry’ego z muzyką Karola Kurpińskiego i Józefa Damsego, tańcząc popisowe Pas de trois krakowskie ze swoimi rówieśnikami Wandą Lideman i Janem Żurkowskim.
Był nie tylko inteligentny i utalentowany, ale też przystojny i urodziwy, co wróżyło mu karierę rzadkiego i cenionego w ówczesnym balecie, a nieznanego dotąd w Polsce tancerza typu danseur noble. Nic dziwnego, że latem 1825 roku znalazł się wśród trojga najlepszych młodych warszawskich tancerzy, których dyrekcja teatru wysłała na stypendium do stolicy Francji. Towarzyszył mu pierwszy tancerz i młody choreograf Maurice Pion oraz pierwsza tancerka Antonina Palczewska. Po drodze występowali z powodzeniem w Poznaniu i Berlinie, a w październiku dotarli do Paryża. Doskonalili swoje umiejętności w szkole tańca tamtejszej opery pod kierunkiem wybitnego pedagoga Jean-François Coulona, a w trakcie ich dziesięciomiesięcznego szkolenia, przy protekcji Coulona, Palczewskiej udało się nawet wystąpić w jej popisowym solowym mazurze z Wesela w Ojcowie, wstawionym 19 kwietnia 1826 do jednego z przedstawień popularnego tam baletu La Dansomanie Pierre’a Gardela. W drodze powrotnej wszyscy troje koncertowali jeszcze w Nancy, Wrocławiu i Kaliszu.
Po ich przyjeździe do Warszawy i pierwszym występie odnotowano w prasie, że „JPP. Morys i Grekowski wiele skorzystali w czasie teraźniejszego pobytu w Paryżu (…), a drugi przy przyjemnej postaci i twarzy, już tyle się usposobił, że znawcy wróżą, iż może być wybornym tancerzem”. W tym samym roku Maurice Pion został dyrektorem baletu, a Grekowski zajął pozycję pierwszego tancerza klasycznego Teatru Narodowego i zaczął obejmować coraz więcej partii tanecznych w warszawskim repertuarze baletowym, który w tamtych latach składał się jedynie z drobnych divertissements tanecznych o rozrywkowym charakterze. Tego rodzaju zadania nie zaspokajały niestety wysokich ambicji utalentowanego solisty.

## W Paryżu i Londynie

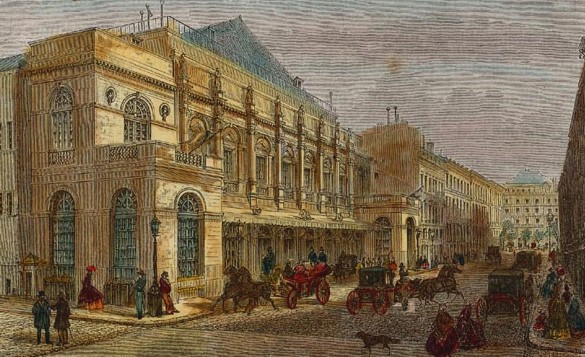
Opera Paryska w latach występów Mikołaja Grekowskiego

Zachęcony rosnącym powodzeniem na scenie warszawskiej, przy wsparciu dyrekcji teatru w 1830 roku ponownie wyjechał do Paryża, by nadal szkolić się pod kierunkiem pedagogicznym Coulona, a po wybuchu w Polsce powstania listopadowego szukał zajęcia zawodowego w stolicy ówczesnego europejskiego baletu. Znalazł się tam w momencie wielkiego przełomu estetycznego - narodzin baletu romantycznego. Towarzyszył mu w tej podróży młody skrzypek i kompozytor Antoni Orłowski, z którym zamieszkiwał w trakcie pobytu w Paryżu. Kolegował się tam również z przybyłym rok później Fryderykiem Chopinem.
W latach 1831–1833 był związany z zespołem baletowym paryskiego Théâtre de l'Académie Royale de Musique (opery paryskiej), gdzie miał okazję występować w ówczesnych przedstawieniach słynnych choreografów-reformatorów Jeana Corallego i Filippa Taglioniego. W 1832 roku uczestniczył prawdopodobnie w historycznej prapremierze baletu La Sylphide Taglioniego z jego córką Marią Taglioni w roli tytułowej i Josephem Mazilierem w partii Jamesa. Krótko potem, podczas przerwy Taglionich w pracy dla opery paryskiej, wyjechał z nimi do Londynu, gdzie 26 lipca 1832 występował w angielskiej premierze Sylfidy na scenie Theatre Royal Covent Garden – tu także z udziałem legendarnej Marii Taglioni w roli tytułowej i jej brata Paola Taglioniego w roli Jamesa. Po powrocie do Paryża wykonywał nie tylko w tańce zespołowe, ale także drobne partie solowe, a wśród nich: 
- 1831: Tańce zespołowe – L’Orgie, choreografia Jean Coralli (premiera)
- 1832: Tańce – La Sylphide, choreografia Filippo Taglioni, muzyka Jean Schneitzhoeffer (premiera?)
- 1832: Pas de deux – w operze La Muette de Portici Aubera, choreografia Jean-Louis Aumer (partnerka: Pauline Leroux)
- 1832: Pas de deux – La Fille mal gardée, choreografia Jean-Louis Aumer wg Jeana Daubervala, muzyka Ferdinand Hérold (partnerka: Pauline Montessu)
- 1832: Tańce zespołowe – Nathalie, ou La Laitière suisse, choreografia Filippo Taglioni, muzyka Adalbert Gyrowetz i Michele Carafa (premiera)

Mimo dużej konkurencji w paryskim zespole został tam więc zauważony i wyróżniony solistycznymi debiutami. Pisał o tym u nas "Kurier Warszawski" przytaczając francuską opinię po jego występie w pas de deux z paryską gwiazdą Pauline Leroux: "Młody tancerz, Polak Grekowski otrzymał liczne oklaski, na które zasłużył, a pochwały przyznano mu sprawiedliwe, szczególniej są jego zaletami moc i giętkość; wystąpienie jego wróży znakomity nabytek dla sceny". Jednak nie zagrzał dłużej miejsca na scenie paryskiej. W lutym 1833 występował gościnnie w Hawr, przedstawiany tam jeszcze jako tancerz opery paryskiej. Potem był notowany jako pierwszy tancerz teatru we francuskim mieście Boulogne-sur-Mer nad kanałem La Manche. W tym samym roku spotkał w Paryżu przebywającego tam krótko Maurice’a Piona, który działając w imieniu nowego prezesa teatrów warszawskich Józefa Rautenstraucha namówił go na powrót do kraju. W lutym 1834 roku powrócił do Warszawy, by kontynuować karierę pierwszego tancerza w nowo otwartym Teatrze Wielkim. Podjął też wtedy dodatkowo pracę nauczyciela wyższych klas w szkole baletowej Teatru Wielkiego, a jego paryskie doświadczenia zaczęły owocować na polskim gruncie, zarówno w poważniejszych teraz kreacjach scenicznych, jak i w pracy pedagogicznej z młodymi tancerzami.

## Ważniejsze kreacje w Warszawie

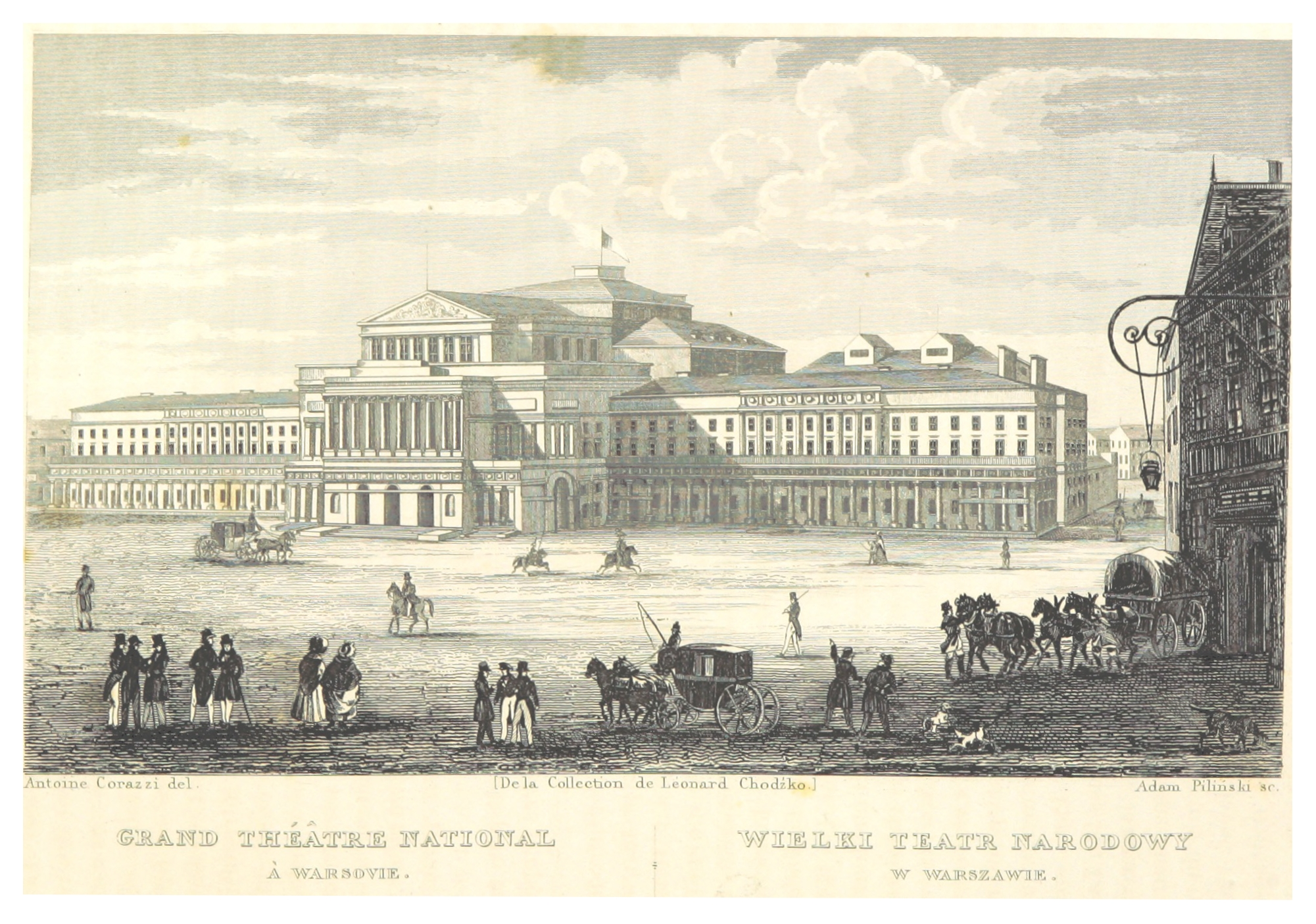
Teatr Wielki w Warszawie w latach kariery Mikołaja Grekowskiego

- 1823: Pas de trois krakowskie - Wesele krakowskie w Ojcowie, choreografia Louis Thiérry, muzyka Karol Kurpiński i Józef Damse
- 1834: Solista – Dansomania, czyli Miłość i pustota, choreografia Maurice Pion wg Pierre’a Gardela, muzyka dobrana i opracowana przez Franciszka Lessela
- 1834: Colin – Panna źle strzeżona, choreografia Maurice Pion wg La Fille mal gardée Jeana Daubervala, muzyka N.N.
- 1835: Solista – Zagorzały myśliwy, choreografia Maurice Pion, muzyka N.N.
- 1835: Solista – Jeniusz różowy, czyli Fernando i Leora, choreografia Maurice Pion, muzyka Józef Damse
- 1837: Solista – Rybołowcy, choreografia Maurice Pion, muzyka Antoni Orłowski
- 1837: Pas de deux – Mimili, czyli Styryjczykowie, choreografia Maurice. Pion, muzyka Józef Stefani
- 1837: Solista – Młynarze, choreografia Maurice Pion, muz. N.N.
- 1837: Rycerz Alidor – Rycerz i wieszczka, choreografia Louis-Antoine Duport i Maurice Pion wg Die Fee und der Ritter Armanda Vestrisa, muzyka Gioachino Rossini, Giovanni Pacini, Pietro Romani, Adalbert Gyrowetz
- 1837: Hrabia – Mleczarka szwajcarska, choreografia Louis-Antoine Duport i Maurice Pion wg Nathalie, ou La Laitière suisse Filippa Taglioniego, muzyka Gioacchino Rossini, Adalbert Gyrowetz, Wenzel Robert von Gallenberg, w opracowaniu Józefa Stefaniego
- 1843: Don Alonzo – Gitana, choreografia Filippo Taglioni, muzyka Johann  Philipp Schmidt, Józef Stefani

## Małżeństwo z gwiazdą

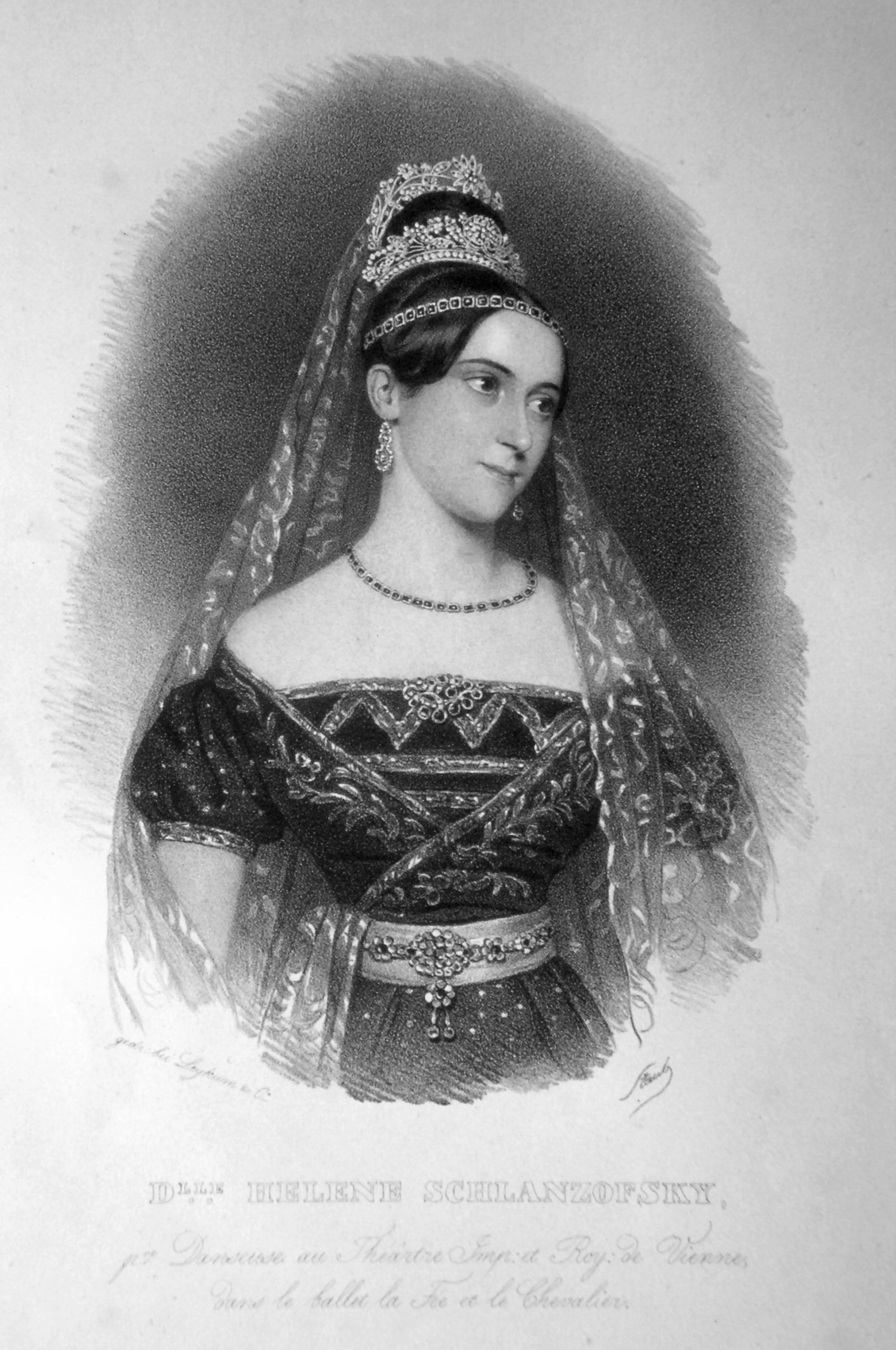
Helene Schlanzowsky jako Wieszczka Viviana z baletu Rycerz i wieszczka Armanda Vestrisa

W czerwcu 1837 przyjechała do Warszawy wiedeńska balerina Helene Schanzowsky (1813-1897), córka austriackiego tancerza polskiego pochodzenia Karla (1778-1860), skoligacona z popularnym wcześniej w Polsce austriackim tancerzem i baletmistrzem Franzem, znanym u nas jako Franciszek Szlancowski (1751-1826). Była do niedawna primabaleriną wiedeńskiej Hofoper na scenie Theater am Kärntnertor, uczennicą i ulubioną baleriną kierującego tym teatrem wybitnego francuskiego baletmistrza Louisa-Antoine’a Duporta. Jej kunszt taneczny był szeroko znany i ceniony w Europie, bo już wcześniej występowała gościnnie na różnych scenach. Stawiano ją nawet na równi z takimi gwiazdami baletu romantycznego, jak: Maria Taglioni, Carlotta Grisi i Fanny Elssler. Podobno nie była zbyt urodziwa, ale nadrabiała to gracją i wirtuozerią, w tym doskonałą techniką coraz modniejszego wtedy tańca na puentach. Odwiedziła Warszawę po występach w Berlinie w drodze do Moskwy i miała zatrzymać się przez tydzień. Pozostała jednak przez ponad pięć miesięcy – dla Mikołaja Grekowskiego. Przystojny warszawski pierwszy tancerz został u nas nie tylko jej partnerem scenicznym (m.in. w nowo zrealizowanych baletach Rycerz i wieszczka i Mleczarka szwajcarska), ale też poślubił ją 12 października 1837 i po serii wspólnych występów wyjechali razem do Moskwy, która była kolejnym etapem tournée artystycznego wiedeńskiej baleriny.
Dalsze losy małżeństwa Grekowskich warunkowały ich możliwości zawodowe. Mieli dwoje dzieci, ale nie udało im się dłużej ze sobą przebywać i pracować. Jeszcze w 1841 występowali razem w Rycerzu i wieszczce na scenach wiedeńskich Theater in der Josephstadt i Kärntnertortheater; gościli również razem w Brnie i w Pradze, gdzie Grekowski sam zrealizował Mleczarkę szwajcarską według Taglioniego i wystąpił w niej z żoną. Na terenie Cesarstwa Austrii przedstawiał się teraz jako Nikolaus Ritter von Grekowski, dodając przed nazwiskiem przydomek artystyczny "Ritter" na pamiątkę swej ulubionej roli Rycerza Alidora w Rycerzu i wieszczce. Zarobione w tamtych latach pieniądze Grekowscy zainwestowali w kamienicę w eleganckiej wiedeńskiej dzielnicy Alservorstadt i tam zamieszkali.
Pomimo starań nie uzyskali niestety wspólnego kontraktu na scenach włoskich. W efekcie tylko Helene Grekowska została primabaleriną Real Teatro San Carlo w Neapolu, gdzie w latach 1842-1848 odnosiła sukcesy i pomnożyła swój majątek, a nawet zakupiła kilka pałaców. Tymczasem on pozostawał bez zajęcia, więc powrócił w 1843 do Polski, by kontynuować pracę pierwszego tancerza i pedagoga. Żonę i dzieci widywał teraz jedynie okazyjnie odwiedzając ich w Neapolu i Wiedniu. Także Helene Schlanzowsky-Grekowska po zakończeniu swojej kariery przyjeżdżała czasem do Warszawy.
Ich dzieci pozostały przy matce, a z czasem urządziły się w Wiedniu – Mikołaj junior (jako Nicolaus Grekowsky) był w latach 1865-1879 chórzystą basowym w Kaiserlich-Königliche Hof-Operntheater, a Emilia (jako Emilie von Grekowsky) wyszła w 1866 roku za wdowca, austriackiego chemika, profesora Johanna Wolfbauera (1838-1913).

## Pedagog tańca
Karierę sceniczną Grekowski zakończył w 1846 roku i poświęcił odtąd wyłącznie pracy pedagogicznej. Jego uczniami byli m.in. czołowi tancerze sceny warszawskiej: bracia Aleksander i Antoni Tarnowscy, Hipolit Meunier oraz Konstancja Damse-Turczynowicz, Karolina Wendt, siostry Anna i Karolina Straus, Julia Trawna i Kamila Stefańska. W 1862 otrzymał emeryturę, przyznawaną artystom przez Warszawskie Teatry Rządowe po 35 latach ciągłej pracy. Faktycznie pracował już dłużej i starał się o emeryturę już od 1857 roku, ale władze teatralne odliczyły mu od przepisowego stażu lata przerwy w pracy dla sceny warszawskiej. Na koniec aktywności zawodowej wdzięczni wychowankowie z zespołu baletowego pożegnali go 5 maja 1862 roku w Teatrze Wielkim podczas uroczystego jubileuszu 35-lecia pracy artystycznej i "ofiarowali mu kosztowny pamiątkowy pierścień, na którego powierzchni była cyfra XXXV, wewnątrz napis: »Wdzięczni uczniowie Mikołajowi Grekowskiemu«". Później pracował podobno jeszcze przez jakiś czas jako urzędnik teatralny. Przez wszystkie te i późniejsze lata starał się regularnie odwiedzać rodzinę w Wiedniu.
Pod koniec życia zamieszkał w Łomży u swego owdowiałego starszego brata Aleksandra Grekowskiego, emerytowanego sędziego Trybunału Łomżyńskiego, i tam zmarł 29 maja 1885 roku. Obaj bracia zostali pochowani w zachowanym do dziś grobie na tamtejszym Cmentarzu Katedralnym.